# Anton Günther I. (Schwarzburg-Sondershausen)
Anton Günther I. von Schwarzburg-Sondershausen (* 9. Januar 1620 in Ebeleben; † 19. August 1666) regierte seit 1642 als Graf in der Residenzstadt Sondershausen.

## Leben
Graf Anton Günther I. war Sohn des Grafen Christian Günther I. von Schwarzburg-Sondershausen (1578–1642), und dessen Gemahlin Gräfin Anna Sibille (1584–1623), Tochter des Grafen Albrecht VII. von Schwarzburg-Rudolstadt.
Nach dem Tod des Vaters teilten sich die Brüder die Grafschaft untereinander auf und Anton Günther I. erhielt die Unterherrschaft mit Ausnahme der Ämter, welche sein Bruder Ludwig Günther II. bekam.
Er tat viel für die Kirchen und Schulen, legte den Grundstein zu der 1621 abgebrannten Stadtkirche von Sondershausen und baute die 1657 abgebrannten Pfarr- und Schulgebäude ebenda wieder auf.

## Nachkommen
Anton Günther I. war seit 29. Oktober 1644 mit Marie Magdalene (1622–1689), der Tochter des Grafen Georg Wilhelm von Pfalz-Zweibrück-Birkenfeld, verheiratet und hatte mit ihr die folgenden Kinder:
- Anna Dorothee (1645–1716) ⚭ Heinrich IV. Reuß-Greiz (1650–1686)
- Christian Wilhelm (1647–1721), Graf und seit 1697 Fürst von Schwarzburg-Sondershausen
- Clara Juliane (1648–1739)
- Eleonore Sophie (1650–1718), Dekanissin zu Quedlinburg
- Anton Günther II. (1653–1716), Graf und seit 1697 Fürst von Schwarzburg-Sondershausen zu Arnstadt
- Marie Magdalene (1655–1727)
- Georg Friedrich oder Rudolf (1657)
- Georg Ernst (1658–1659)
- Ludwig Günther III. (1660)
- Johanne Elisabeth (1662–1720)